# لمس کن و برو (فیلم ۱۹۸۶)
لمس کن و برو (به انگلیسی: Touch and Go) فیلمی کمدی رمانتیک محصول سال ۱۹۸۶ و به کارگردانی رابرت مندل است. در این فیلم بازیگرانی همچون مایکل کیتون، ماریا کونچیتا آلونسو، آجای نایدو، جورجینا کیتس، اسکات ویلسون، فیل موریس و وینس ویلوف ایفای نقش کرده‌اند.

## داستان
بابی یک بازیکن حرفه‌ای هاکی روی یخ در شیکاگو است که یک روز توسط یک باند نوجوان دزدیده می‌شود. او خودش را نجات می‌دهد و موفق می‌شود جوان‌ترین عضو باند، لوئیس را دستگیر کند. بابی لوئیس را به خانه‌اش می‌برد و با مادر لوئیس، دنیس، که زنی اسپانیایی‌تبار است، آشنا می‌شود و این آشنایی منجر به رابطه عاشقانه‌ای میان این دو می‌شود.